# Aeroportul Greenlee County
Aeroportul Greenlee County (IATA: CFT, ICAO: KCFT, FAA LID: CFT) este un aeroport din Arizona, Statele Unite ale Americii ce deservește zona Clifton. Aeroportul a fost tranzitat în 2019 de 134 de pasageri.
Situat la o altitudine de 1.157 m, aeroportul dispune de 1 pistă.

## Infrastructură

### Piste
Aeroportul dispune de o singură pistă. Pista 07/25 are suprafața de asfalt și dimensiunile 4.978 picioare × 75 picioare. 